# Alosa (carbohidrato)
La alosa es un monosacárido de seis carbonos con un grupo aldehído por lo que pertenece al grupo de las aldosas y dentro de este al de las aldohexosas. Es un monosacárido poco común que se ha logrado aislar de las hojas de un arbusto africano denominado Protea rubropilosa. Es soluble en agua y prácticamente insoluble en metanol.
La alosa es un epímero en el carbono 3 de la glucosa.
D - alosa , una aldohexosa , que existe raras veces en la naturaleza , pero ha sido aislado de las hojas de la Protea rubropilosa un arbusto africano (O'Neil 2.006). La producción efectiva de D-allose es muy importante porque D-alosa tiene varios beneficios o actividades, incluyendo el ser anticancerígeno (Sui et al. 2.005b), antitumoral(Mitani et al. 2.009), antiinflamatoria (Gao et al. 2.011), antioxidante (Nakamura et al. 2011), antihipertensivo( Kimura et al . 2005), crioprotector (Sui et al. 2.007), y el inmunosupresor actividades (Hossain et al. 2.000).
Este raro azúcar es soluble en alcohol, y su forma física es un inodoro blanco o sólido cristalino. D- alosa es un azúcar no calórico sin toxicidad (Iga et al. 2.010). La D-alosa inhibe la carcinogénesis, particularmente bajo condiciones de estrés oxidativo (Yokohira et al. 2008), y también inhibe la proliferación de una variedad de líneas celulares de cáncer, incluyendo cervical (Sui et al. 2.005b) , hepatocelular (Sui et al. 2005 b; Yamaguchi et al. 2.008), de ovario (Sui et al. 2.005a), de matriz (Mitani et al. 2.009), de piel (Sui et al. 2.005b), de próstata (Naha et al. 2.008) y leucemia (Hirata et al. 2.009). La combinación de D-alosa y la radiación ha demostrado ser más eficaz en el tratamiento del cáncer (Hoshikawa et al. 2.011). D-alosa, como un agente antioxidante, inhibe el daño oxidativo resultante a partir de la producción de especies reactivas de oxígeno (ROS) (Nakamura et al. 2.011), reduce los radicales libres, y los retrasos del deterioro (Sun et al. 2.006), lo que sugiere que este azúcar tiene cierto potencial como agente terapéutico en la formulación farmacéutica y como un ingrediente funcional en los alimentos formulados. Los suplementos de la D-alosa aplicados a ratas hipertensas sensibles a la sal ha podido demostrar que puede suprimir el desarrollo de la presión arterial alta, acompañado por reducciones en la producción de superóxido SGBDR (Kimura et al. 2.005). D-alosa, como un agente antinflamatorio, inhibe la lesión isquémica por reperfusión SGBDR (Gao et al. 2.011), la suprime segmentando la producción de neutrófilos SGBDR (Hossain et al. 2.003; Hossain et al. 2.004; Hossain et al. 2.006), y disminuye el número de plaquetas SGBDR (Murata et al. 2.003). El uso de la D-alosa en combinación con una dosis baja de FK506 aumentó significativamente la tasa de la supervivencia del aloinjerto con menos daño a los tejidos (Hossain et al. 2.000). Por otra parte, D-alosa ejerce efectos crioprotectores en células (Sui et al. 2.007). Por lo tanto, D-alosa es útil en la cirugía y el trasplante (Hossain et al. 2.003; Hossain et al. 2006; Ueki et al. 2.007; Ueki et al. 2.008).